# Nobuharu Asahara
Nobuharu Asahara (Japans: 朝原宣治, Asahara Nobuharu) (Kobe, 21 juni 1972) is een voormalige Japanse atleet, die zich had gespecialiseerd in de 100 m en het verspringen. Zijn internationale successen boekte hij echter vooral op de 4 x 100 m estafette. Hij nam deel aan vier Olympische Spelen, waarop hij eenmaal met het estafetteteam een medaille won, aanvankelijk een bronzen. In 2017 werd deze alsnog omgezet in een zilveren na de diskwalificatie van de Jamaicaanse ploeg als gevolg van een geconstateerde dopingovertreding van een van zijn teamleden. De Japanse sprinter had toen inmiddels allang een punt gezet achter zijn atletiekloopbaan.

## Loopbaan

### Zes WK's
Asahara nam deel aan in totaal zes wereldkampioenschappen, waarvan vijfmaal op de 100 m, te weten in 1997, 2001, 2003, 2005 en 2007. Op geen van deze vijf WK's drong hij op dit onderdeel door tot de finale, in tegenstelling tot de 4 x 100 m estafette, waarop hij bij vier van de vijf gelegenheden samen met zijn ploeggenoten de finale haalde. Een vierde plaats op de WK van 2001 was hier het beste resultaat. Alleen op de allereerste WK waaraan hij deelnam, die van 1995 in Göteborg, bereikte hij op een individueel nummer de finale, namelijk bij het verspringen, waarin hij twaalfde werd.
Op dit laatste onderdeel won Asahara zilver op de Aziatische juniorenkampioenschappen in 1990 en won hij in 1993 op de Aziatische kampioenschappen de titel met een kampioenschaps-recordsprong van 8,13 m (dat later opnieuw gebroken werd).
Op de Aziatische Spelen in 2002 won Nobuharu Asahara zilver bij het verspringen, maar ook op de 100 m en de 4 x 100 m estafette.

### Aziatisch record op 4 x 100 m
Op de WK van 2007 in Osaka kwam Asahara op de 100 m door de voorrondes heen in 10,14 en door de kwartfinales in 10,16. Hij strandde ten slotte als achtste in de halve finales. Als lid van de Japanse 4 x 100 m estafetteploeg behaalde hij wel de finale. Daarin realiseerde hij samen met Naoki Tsukahara, Shingo Suetsugu en Shinji Takahira een tijd van 38,03, wat naast een vijfde plaats tevens een Aziatisch record opleverde.

### Zilver op OS 2008
Op de Olympische Spelen van 2008 in Peking sneuvelde Asahara in de kwartfinale van de 100 m met een tijd van 10,37. Op de 4 x 100 m estafette verging het hem beter, bereikte hij zelfs een hoogtepunt in zijn atletiekloopbaan door samen met zijn teamgenoten Tsukahara, Suetsugu en Takahira in 38,15 s de bronzen medaille te winnen. Het Japanse team finishte achter de estafetteteams uit Jamaica, dat het wereldrecord verbeterde tot 37,10, en Trinidad en Tobago, dat in 38,06 naar het zilver snelde. Vervolgens werd Jamaica in 2017 gediskwalificeerd vanwege een positieve test van Nesta Carter. Waardoor Asahara en zijn teamgenoten, negen jaar na afloop van de Spelen, achter Trinidad en Tobago alsnog de zilveren medaille in de schoot geworpen kregen.

### Einde atletiekloopbaan
Op 23 september 2008 kondigde Asahara op 36-jarige leeftijd het einde aan van zijn atletiekloopbaan. Met zijn deelname aan de Seiko Super Rikujō Taikai in Kawasaki nam hij afscheid van zijn vele fans.

## Titels
- Aziatisch kampioen verspringen - 1993
- Oost-Aziatische Spelen kampioen 100 m - 1997
- Japanse Spelen kampioen 100 m - 1997
- Japanse Spelen kampioen verspringen - 1997
- Japans kampioen 100 m - 1996, 1997, 2000, 2001, 2002
- Japans kampioen verspringen - 1994, 1995, 1997

## Persoonlijke records
Outdoor
| Onderdeel   | Prestatie | Datum           | Plaats    |
| ----------- | --------- | --------------- | --------- |
| 100 m       | 10,02 s   | 13 juli 2001    | Oslo      |
| 200 m       | 20,39 s   | 13 juli 1997    | Stuttgart |
| verspringen | 8,13 m    | 3 december 1993 | Manilla   |

Indoor
| Onderdeel   | Prestatie    | Datum            | Plaats       |
| ----------- | ------------ | ---------------- | ------------ |
| 50 m        | 5,75 s (NR)  | 24 februari 2002 | Liévin       |
| 60 m        | 6,55 s (NR)  | 1 maart 1997     | Sindelfingen |
| 100 m       | 10,41 s (NR) | 4 februari 2002  | Tampere      |
| 200 m       | 21,22 s      | 28 februari 1999 | Sindelfingen |
| verspringen | 7,83 m       | 7 maart 1997     | Parijs       |

## Palmares

### 100 m
Kampioenschappen
- 1996:  Japanse kamp. - 10,14 s
- 1996: 6e in ½ fin. OS - 10,16 s
- 1997:  Japanse kamp. - 10,26 s
- 1997:  Japanse Spelen - 10,25 s
- 1997:  Oost-Aziatische Spelen - 10,04 s (rw)
- 1997: 8e in ½ fin. WK - 10,33 s (in ¼ fin. 10,17 s)
- 2000:  Japanse kamp. - 10,35 s
- 2001:  Japanse kamp. - 10,45 s
- 2001:  Oost-Aziatische Spelen - 10,44 s
- 2001: 7e in ½ fin. WK - 10,33 s (in ¼ fin. 10,06 s)
- 2002:  Japanse kamp. - 10,05 s
- 2002:  Aziatische Spelen - 10,29 s
- 2003: 6e in ½ fin. WK - 10,42 s (in serie + ¼ fin. 10,23 s)
- 2004: 4e in ¼ fin. OS - 10,24 s
- 2005: 6e in ¼ fin. WK - 10,58 s (in serie 10,40 s)
- 2007: 8e in ½ fin. WK - 10,36 s (in serie 10,14 s)
- 2008: 7e in ½ fin. OS - 10,16 s

Golden League-podiumplek
- 2001:  Bislett Games – 10,02 s

### verspringen
- 1990:  Aziatische juniorenkamp. - 7,49 m
- 1993:  Aziatisch kamp. - 8,13 m
- 1993:  Oost-Aziatische Spelen - 7,93 m
- 1994:  Japanse kamp. - 8,06 m
- 1995:  Japanse kamp. - 7,94 m
- 1995: 12e WK - 7,77 m
- 1996: 20e in kwal. OS - 7,46 m
- 1997:  Japanse kamp. - 8,10 m
- 1997:  Japanse Spelen - 7,86 m
- 1997:  Oost-Aziatische Spelen - 7,93 s
- 1997: 8e in kwal. WK - 7,88 m

### 4 x 100 m
- 1996: DSQ OS
- 1997: 5e in ½ fin. WK - 38,31 s (AR)
- 2000: 6e OS - 38,66 s (in ½ fin. 38,31 s)
- 2001: 4e WK - 38,96 s (in ½ fin. 38,54 s)
- 2002:  Aziatische Spelen
- 2003: 6e WK - 39,05 s (in ½ fin. 38,58 s)
- 2004: 4e OS - 38,49 s
- 2005: 8e WK - 38,77 s (in serie 38,46 s)
- 2007: 5e WK - 38,03 (AR)
- 2008:  OS - 38,15 s (na DQ Jamaica)

- CiNii: DA16469343
- World Athletics: 14202540
- International Standard Name Identifier: 0000 0003 7730 6051
- Bibliotheek van het Japanse parlement: 01100046
- Virtual International Authority File: 254863983